# Policlinico (stacja metra w Neapolu)
Policlinico – stacja metra w Neapolu, na Linii 1 (żółtej). Znajduje się pod Via Sergio Pansini. Stacja została otwarta 28 marca 1993. 